# Liste des monuments historiques de la Seine-Saint-Denis
Cet article recense les monuments historiques de la Seine-Saint-Denis, en France.

## Statistiques
Au 30 juillet 2025, la Seine-Saint-Denis compte 79 édifices comportant au moins une protection au titre des monuments historiques, dont 22 sont classés et 62 sont inscrits. Le total des monuments classés et inscrits est supérieur au nombre total de monuments protégés car plusieurs d'entre eux sont à la fois classés et inscrits.
Le graphique suivant résume le nombre de premières protections par décennies (et 1862) :

## Liste
| Monument | Commune                 | Adresse | Coordonnées                      | Notice         | Protection            | Date      | Illustration |
| --- | ----------------------- | --- | -------------------------------- | -------------- | --------------------- | --------- | --- |
| Église Notre-Dame-des-Vertus                                                                                             | Aubervilliers           | 1 rue de la Commune-de-Paris | 48° 54′ 52″ nord, 2° 22′ 56″ est | « PA00079927 » | Classé                | 1922 1932 | Église Notre-Dame-des-Vertus                                                                                             |
| Manufacture des Allumettes, ancien siège de La Documentation française, puis annexe de l'Institut national du patrimoine | Aubervilliers           | 124 rue Henri-Barbusse | 48° 54′ 38″ nord, 2° 23′ 28″ est | « PA93000019 » | Inscrit               | 2005      | Manufacture des Allumettes, ancien siège de La Documentation française, puis annexe de l'Institut national du patrimoine |
| Église Saint-Sulpice | Aulnay-sous-Bois        | 2 place de l'Église | 48° 56′ 27″ nord, 2° 29′ 51″ est | « PA00079928 » | Inscrit               | 1929      | Église Saint-Sulpice |
| Église Saint-Leu-Saint-Gilles                                                                                            | Bagnolet                | 86 rue Sadi-Carnot | 48° 52′ 13″ nord, 2° 25′ 13″ est | « PA00079929 » | Inscrit               | 1925      | Église Saint-Leu-Saint-Gilles                                                                                            |
| Cité Germain-Dorel | Le Blanc-Mesnil         | 212 avenue du Huit-Mai-1945 | 48° 57′ 10″ nord, 2° 26′ 33″ est | « PA93000001 » | Inscrit               | 1996      | Cité Germain-Dorel |
| Église Saint-Charles | Le Blanc-Mesnil         | 107 avenue de Normandie-Niémen | 48° 56′ 45″ nord, 2° 26′ 51″ est | « PA93000076 » | Inscrit               | 2021      | Église Saint-Charles |
| Bourse départementale du travail                                                                                         | Bobigny                 | Place de la Libération Avenue Jean-Jaurès | 48° 54′ 23″ nord, 2° 26′ 19″ est | « PA93000023 » | Inscrit               | 2007      | Bourse départementale du travail                                                                                         |
| Cimetière musulman | Bobigny                 | 207 chemin des Vignes | 48° 54′ 02″ nord, 2° 25′ 43″ est | « PA93000020 » | Inscrit               | 2006      | Cimetière musulman |
| Gare de Bobigny | Bobigny                 | Avenue Henri-Barbusse | 48° 54′ 38″ nord, 2° 25′ 49″ est | « PA93000018 » | Inscrit               | 2005 2009 | Gare de Bobigny |
| Hôpital Avicenne | Bobigny                 | 125 rue de Stalingrad | 48° 54′ 53″ nord, 2° 25′ 27″ est | « PA93000021 » | Inscrit               | 2006      | Hôpital Avicenne |
| Église Saint-Nicolas | Le Bourget              | Avenue de la Division-Leclerc | 48° 56′ 21″ nord, 2° 25′ 46″ est | « PA00079930 » | Inscrit               | 1929      | Église Saint-Nicolas |
| Hôtel de ville | Clichy-sous-Bois        | Place du 11-Novembre-1918 | 48° 54′ 39″ nord, 2° 32′ 45″ est | « PA00079931 » | Classé                | 1932      | Hôtel de ville |
| Église Saint-Yves des Quatre-Routes                                                                                      | La Courneuve            | 17 avenue Lénine | 48° 55′ 10″ nord, 2° 24′ 44″ est | « PA93000075 » | Inscrit               | 2021      | Église Saint-Yves des Quatre-Routes                                                                                      |
| Asile de Drancy | Drancy                  | rue Ladoucette | 48° 55′ 32″ nord, 2° 26′ 34″ est | « PA00079932 » | Classé                | 1928      | Asile de Drancy |
| Camp de Drancy | Drancy                  | Avenue Jean-Jaurès Rue Arthur-Fontaine Rue Auguste-Blanqui | 48° 55′ 12″ nord, 2° 27′ 18″ est | « PA93000015 » | Classé                | 2001 2002 | Camp de Drancy |
| Aérogare du Bourget | Dugny                   | Avenue du 8-Mai-1945 | 48° 57′ 04″ nord, 2° 26′ 26″ est | « PA00133016 » | Inscrit               | 1994      | Aérogare du Bourget |
| Église Notre-Dame-des-Missions                                                                                           | Épinay-sur-Seine        | 102 avenue Joffre | 48° 57′ 41″ nord, 2° 17′ 51″ est | « PA00079970 » | Classé                | 1994      | Église Notre-Dame-des-Missions                                                                                           |
| Hôtel de ville | Épinay-sur-Seine        | Rue Quétigny | 48° 57′ 06″ nord, 2° 18′ 50″ est | « PA00079933 » | Inscrit partiellement | 1932      | Hôtel de ville |
| Maison | Épinay-sur-Seine        | 6 avenue de la République | 48° 57′ 08″ nord, 2° 19′ 02″ est | « PA00079934 » | Inscrit               | 1933      | Image manquante Téléverser                                                                                               |
| Château de Gournay | Gournay-sur-Marne       | | 48° 51′ 52″ nord, 2° 34′ 22″ est | « PA00079935 » | Inscrit               | 1945      | Château de Gournay |
| Centre sportif municipal                                                                                                 | L'Île-Saint-Denis       | | 48° 55′ 04″ nord, 2° 19′ 22″ est | « PA93000024 » | Inscrit               | 2007      | Centre sportif municipal                                                                                                 |
| Théâtre du Garde-Chasse                                                                                                  | Les Lilas               | 2 avenue Waldeck-Rousseau | 48° 52′ 54″ nord, 2° 25′ 12″ est | « PA00079969 » | Inscrit               | 1990      | Théâtre du Garde-Chasse                                                                                                  |
| Château des Cèdres | Montfermeil             | 4 rue de l'Église | 48° 53′ 55″ nord, 2° 34′ 02″ est | « PA00079936 » | Inscrit               | 1976      | Château des Cèdres |
| Maison | Montfermeil             | 23 rue de l'Église | 48° 53′ 56″ nord, 2° 34′ 00″ est | « PA93000027 » | Inscrit               | 2010      | Maison |
| Petit Château | Montfermeil             | 2 bis-2 ter rue de la Fontaine-Jean-Valjean Rue de l'Église | 48° 53′ 56″ nord, 2° 33′ 51″ est | « PA00079937 » | Inscrit               | 1984      | Petit Château |
| Église Saint-Pierre-et-Saint-Paul                                                                                        | Montreuil               | Rue de l'Église | 48° 51′ 49″ nord, 2° 26′ 40″ est | « PA00079938 » | Classé                | 1913      | Église Saint-Pierre-et-Saint-Paul                                                                                        |
| Porcelainerie Samson | Montreuil               | 17 rue de la Révolution | 48° 51′ 20″ nord, 2° 25′ 44″ est | « PA00079939 » | Inscrit               | 1989      | Porcelainerie Samson |
| Studio de cinéma Pathé-Albatros                                                                                          | Montreuil               | 52 rue du Sergent-Bobillot | 48° 51′ 16″ nord, 2° 26′ 00″ est | « PA93000004 » | Inscrit               | 1997      | Studio de cinéma Pathé-Albatros                                                                                          |
| Église Notre-Dame-de-l'Assomption                                                                                        | Neuilly-Plaisance       | 41 avenue des Fauvettes | 48° 52′ 26″ nord, 2° 30′ 32″ est | « PA93000016 » | Inscrit               | 2004      | Église Notre-Dame-de-l'Assomption                                                                                        |
| Église Sainte-Baudile | Neuilly-sur-Marne       | Place du Chanoine-Hérou | 48° 51′ 22″ nord, 2° 31′ 57″ est | « PA00079940 » | Classé                | 1913      | Église Sainte-Baudile |
| Hôpital de Ville-Évrard                                                                                                  | Neuilly-sur-Marne       | 202 avenue Jean-Jaurès | 48° 51′ 32″ nord, 2° 32′ 56″ est | « PA93000002 » | Inscrit               | 1996      | Hôpital de Ville-Évrard                                                                                                  |
| Chapelle Notre-Dame-des-Sans-Logis-et-de-Tout-le-Monde                                                                   | Noisy-le-Grand          | 77, rue Jules-Ferry | 48° 50′ 54″ nord, 2° 34′ 36″ est | « PA93000028 » | Inscrit Classé        | 2015 2016 | Chapelle Notre-Dame-des-Sans-Logis-et-de-Tout-le-Monde                                                                   |
| Croix de cimetière | Noisy-le-Grand          | Cimetière Saint-Sulpice | 48° 51′ 03″ nord, 2° 32′ 54″ est | « PA00079941 » | Inscrit               | 1926      | Croix de cimetière |
| Domaine de Villeflix | Noisy-le-Grand          | 10 allée de la Grotte | 48° 51′ 08″ nord, 2° 33′ 25″ est | « PA93000013 » | Inscrit               | 2000      | Domaine de Villeflix |
| Église Saint-Sulpice-et-Notre-Dame                                                                                       | Noisy-le-Grand          | Rue de la Baignade Allée de l'Église | 48° 51′ 03″ nord, 2° 32′ 52″ est | « PA00079942 » | Inscrit               | 1999      | Église Saint-Sulpice-et-Notre-Dame                                                                                       |
| Cité expérimentale de Merlan                                                                                             | Noisy-le-Sec            | Rue Auguste-Gouillard Allée du Canada Allée des Cottages Rue de Carrouges Avenue du Général-Leclerc Allée de la Libération Rue de la Prévoyance Avenue de Rosny Allée du Tchad | 48° 53′ 30″ nord, 2° 28′ 10″ est | « PA93000014 » | Inscrit               | 2000      | Cité expérimentale de Merlan                                                                                             |
| Église Saint-Germain | Pantin                  | Place de l'Église | 48° 53′ 33″ nord, 2° 24′ 47″ est | « PA00079943 » | Classé                | 1978      | Église Saint-Germain |
| Groupe scolaire | Pantin                  | 30 rue Méhul | 48° 53′ 21″ nord, 2° 24′ 55″ est | « PA93000005 » | Inscrit               | 1997      | Groupe scolaire |
| Hôtel particulier | Pantin                  | 57 rue Charles-Auray Impasse de Romainville | 48° 53′ 15″ nord, 2° 25′ 03″ est | « PA00079944 » | Inscrit               | 1984      | Hôtel particulier |
| Hôtel de ville | Pantin                  | 45 avenue du Général-Leclerc | 48° 53′ 49″ nord, 2° 24′ 04″ est | « PA93000074 » | Inscrit               | 2017      | Hôtel de ville |
| Piscine de Pantin | Pantin                  | 47 avenue du Général-Leclerc | 48° 53′ 50″ nord, 2° 24′ 13″ est | « PA93000006 » | Inscrit               | 1997      | Piscine de Pantin |
| Usine élévatrice des eaux                                                                                                | Pantin                  | 49 avenue du Général-Leclerc | 48° 54′ 02″ nord, 2° 24′ 40″ est | « PA93000007 » | Inscrit               | 1997      | Usine élévatrice des eaux                                                                                                |
| Parc à l'anglaise du duc d'Orléans                                                                                       | Les Pavillons-sous-Bois | 9 allée Danièle-Casanova 60 avenue Aristide-Briand | 48° 53′ 27″ nord, 2° 30′ 58″ est | « PA00079945 » | Inscrit               | 1982      | Parc à l'anglaise du duc d'Orléans                                                                                       |
| Fontaine du Pré-Saint-Gervais                                                                                            | Le Pré-Saint-Gervais    | | 48° 52′ 59″ nord, 2° 24′ 13″ est | « PA00079946 » | Classé                | 1899      | Fontaine du Pré-Saint-Gervais                                                                                            |
| Groupe scolaire Jaurès-Brossolette                                                                                       | Le Pré-Saint-Gervais    | 34 avenue Jean-Jaurès | 48° 53′ 03″ nord, 2° 24′ 29″ est | « PA93000008 » | Inscrit               | 1997      | Groupe scolaire Jaurès-Brossolette                                                                                       |
| Regard du Trou-Morin | Le Pré-Saint-Gervais    | | 48° 52′ 53″ nord, 2° 24′ 37″ est | « PA00079947 » | Classé                | 1899      | Regard du Trou-Morin |
| Église Notre-Dame | Le Raincy               | Avenue de la Résistance | 48° 53′ 45″ nord, 2° 30′ 49″ est | « PA00079948 » | Classé                | 1966      | Église Notre-Dame |
| Parc à l'anglaise du duc d'Orléans et lycée Albert Schweitzer                                                            | Le Raincy               | 25 à 31 allée de Gagny Allée de l'Église 5-7-18 bis boulevard du Nord 6, 11 allée Valère-Lefébvre 16 allée du Village                                                          | 48° 53′ 27″ nord, 2° 30′ 58″ est | « PA00079949 » | Inscrit               | 1982 2002 | Parc à l'anglaise du duc d'Orléans et lycée Albert Schweitzer                                                            |
| Cinéma Le Trianon | Romainville             | 1 rue Étienne-Dolet | 48° 53′ 02″ nord, 2° 26′ 27″ est | « PA93000009 » | Inscrit               | 1997      | Cinéma Le Trianon |
| Église Saint-Germain-l'Auxerrois de Romainville                                                                          | Romainville             | Rue Carnot | 48° 53′ 09″ nord, 2° 26′ 11″ est | « PA00079950 » | Inscrit               | 1929      | Église Saint-Germain-l'Auxerrois de Romainville                                                                          |
| Basilique Saint-Denis | Saint-Denis             | | 48° 56′ 08″ nord, 2° 21′ 35″ est | « PA00079952 » | Classé                | 1862 1926 | Basilique Saint-Denis |
| Couvent des Ursulines | Saint-Denis             | 16-16bis-16ter rue des Ursulines | 48° 56′ 04″ nord, 2° 21′ 13″ est | « PA00079954 » | Classé                | 1986      | Couvent des Ursulines |
| Ateliers de réparation de La Plaine                                                                                      | Saint-Denis             | 17 rue du Bailly | 48° 54′ 53″ nord, 2° 21′ 25″ est | « PA93000017 » | Inscrit               | 2004      | Ateliers de réparation de La Plaine                                                                                      |
| Église Saint-Denys-de-l'Estrée                                                                                           | Saint-Denis             | Boulevard Jules-Guesde | 48° 56′ 13″ nord, 2° 20′ 57″ est | « PA00079955 » | Classé Inscrit        | 1981      | Église Saint-Denys-de-l'Estrée                                                                                           |
| Église des Trois-Patrons                                                                                                 | Saint-Denis             | | 48° 56′ 10″ nord, 2° 21′ 34″ est | « PA00079956 » | Inscrit               | 1952      | Église des Trois-Patrons                                                                                                 |
| Immeuble (caves) | Saint-Denis             | 10 rue de Strasbourg | 48° 56′ 10″ nord, 2° 21′ 41″ est | « PA00079957 » | Inscrit               | 1947      | Image manquante Téléverser                                                                                               |
| Immeuble | Saint-Denis             | 15 rue des Ursulines | 48° 56′ 04″ nord, 2° 21′ 13″ est | « PA00079958 » | Inscrit               | 1984      | Immeuble |
| Maison des Arbalétriers                                                                                                  | Saint-Denis             | Cour des Arbalétriers | 48° 56′ 17″ nord, 2° 21′ 27″ est | « PA00079959 » | Inscrit               | 1985      | Maison des Arbalétriers                                                                                                  |
| Maison d'éducation de la Légion d'honneur                                                                                | Saint-Denis             | | 48° 56′ 05″ nord, 2° 21′ 33″ est | « PA00079951 » | Classé                | 1927      | Maison d'éducation de la Légion d'honneur                                                                                |
| Maison de François Coignet                                                                                               | Saint-Denis             | 29 boulevard de la Libération | 48° 55′ 51″ nord, 2° 20′ 30″ est | « PA93000010 » | Inscrit               | 1998      | Maison de François Coignet                                                                                               |
| Maison de logement des ouvriers de l'usine Coignet                                                                       | Saint-Denis             | 59 rue Charles-Michels | 48° 55′ 56″ nord, 2° 20′ 36″ est | « PA93000012 » | Inscrit               | 1998      | Maison de logement des ouvriers de l'usine Coignet                                                                       |
| Maison des Masques | Saint-Denis             | 46 rue de la Boulangerie | 48° 56′ 03″ nord, 2° 21′ 22″ est | « PA93000022 » | Inscrit               | 2006      | Maison des Masques |
| Musée d'Art et d'Histoire Paul-Éluard                                                                                    | Saint-Denis             | Rue Gabriel-Péri 44-46 rue de la Légion-d'Honneur Rue de Toul | 48° 55′ 56″ nord, 2° 21′ 23″ est | « PA00079953 » | Classé Inscrit        | 1978      | Musée d'Art et d'Histoire Paul-Éluard                                                                                    |
| Pavillon de l'usine Coignet                                                                                              | Saint-Denis             | entre 69 et 75 rue Charles-Michels | 48° 55′ 53″ nord, 2° 20′ 34″ est | « PA93000011 » | Inscrit               | 1998      | Pavillon de l'usine Coignet                                                                                              |
| Pharmacie centrale | Saint-Denis             | 379 avenue du Président-Wilson | 48° 55′ 32″ nord, 2° 21′ 23″ est | « PA00133017 » | Inscrit               | 1994      | Pharmacie centrale |
| Siège de l'Humanité | Saint-Denis             | 32 rue Jean-Jaurès Rue de Strasbourg | 48° 56′ 11″ nord, 2° 21′ 41″ est | « PA93000025 » | Inscrit               | 2007      | Siège de l'Humanité |
| Usine de l'orfèvrerie Christofle                                                                                         | Saint-Denis             | 112 rue Ambroise-Croizat | 48° 55′ 40″ nord, 2° 21′ 10″ est | « PA93000026 » | Inscrit               | 2007      | Usine de l'orfèvrerie Christofle                                                                                         |
| Château de Saint-Ouen | Saint-Ouen-sur-Seine    | 12 rue Albert-Dhalenne | 48° 55′ 00″ nord, 2° 19′ 46″ est | « PA00079960 » | Classé                | 2019      | Château de Saint-Ouen |
| Église Saint-Ouen-le-Vieux                                                                                               | Saint-Ouen-sur-Seine    | 4 rue du Planty | 48° 55′ 08″ nord, 2° 19′ 54″ est | « PA00079961 » | Inscrit               | 1933      | Église Saint-Ouen-le-Vieux                                                                                               |
| Château de la Motte | Stains                  | | 48° 57′ 30″ nord, 2° 22′ 54″ est | « PA00079962 » | Inscrit               | 1933      | Château de la Motte |
| Église Notre-Dame-de-l'Assomption                                                                                        | Stains                  | 16 rue Carnot | 48° 57′ 25″ nord, 2° 22′ 56″ est | « PA00079963 » | Inscrit               | 1984      | Église Notre-Dame-de-l'Assomption                                                                                        |
| Hôtel de ville | Stains                  | | 48° 57′ 20″ nord, 2° 22′ 57″ est | « PA00079964 » | Inscrit               | 1928      | Hôtel de ville |
| Église Saint-Médard | Tremblay-en-France      | | 48° 58′ 46″ nord, 2° 33′ 28″ est | « PA00079965 » | Classé                | 1939      | Église Saint-Médard |
| Grange aux dîmes | Tremblay-en-France      | | 48° 58′ 45″ nord, 2° 33′ 28″ est | « PA00079966 » | Inscrit               | 1939      | Grange aux dîmes |
| Château de Vaujours (actuelle école Fénélon)                                                                             | Vaujours                | 1 rue de Montauban | 48° 55′ 49″ nord, 2° 34′ 12″ est | « PA00079967 » | Inscrit               | 1974      | Château de Vaujours (actuelle école Fénélon)                                                                             |
| Église Saint-Louis | Villemomble             | 13 place de la République | 48° 53′ 09″ nord, 2° 30′ 56″ est | « PA93000003 » | Inscrit               | 1996      | Église Saint-Louis |
| Château de Villemomble                                                                                                   | Villemomble             | Place Émile-Ducatte | 48° 53′ 04″ nord, 2° 30′ 40″ est | « PA00079968 » | Inscrit               | 1986      | Château de Villemomble                                                                                                   |
| Pavillon du centenaire de l'aluminium                                                                                    | Villepinte              | Parc des expositions | 48° 58′ 20″ nord, 2° 31′ 29″ est | « PA00125621 » | Inscrit               | 1993      | Image manquante Téléverser                                                                                               |